# Genoa Cricket and Football Club 2021-2022
Questa voce raccoglie le informazioni riguardanti il Genoa Cricket and Football Club nelle competizioni ufficiali della stagione 2021-2022.

## Stagione
Il Genoa inizia la propria stagione confermando Davide Ballardini, capace di portare i rossoblù alla salvezza nella stagione precedente. La squadra subisce un profondo cambiamento nel mercato estivo: in porta i rossoblù sostituiscono Mattia Perin, tornato alla Juventus per fine prestito, con il neo campione europeo Salvatore Sirigu. Degni di nota anche gli arrivi dei difensori Nikola Maksimovic e Johan Vásquez, del centrocampista Hernani e dell'attaccante ecuadoriano Felipe Caicedo, ma intanto il Genoa deve far fronte ad alcune importanti uscite quali quelle di Strootman, Scamacca, Zappacosta e Shomurodov.
Il campionato inizia subito in salita per la squadra con due sconfitte contro Inter e Napoli: i nuovi acquisti faticano a entrare in condizione e le note positive provengono da giocatori inaspettati come il giovane esterno Andrea Cambiaso, cresciuto nelle giovanili dei rossoblù e di ritorno dopo una serie di prestiti, e l'altrettanto giovane centrocampista Nicolò Rovella.
Il 23 settembre viene annunciato il passaggio di proprietà del club da Enrico Preziosi al fondo americano 777 Partners. La notizia riporta entusiasmo nell'ambiente, ma i risultati della squadra permangono scarsi e dopo una serie di pareggi deludenti con Spezia, Venezia ed Empoli, il 6 novembre 2021 Ballardini viene esonerato e sostituito da Andrij Ševčenko, alla sua prima esperienza da allenatore di club e la seconda in generale dopo la panchina della nazionale ucraina. Nonostante i sostanziosi investimenti della nuova società sia nell'organigramma tecnico sia sul fronte del mercato invernale, la squadra di Ševčenko raccoglie però la miseria di 3 punti in 9 partite, e resta all'ultimo posto in classifica. L'ucraino viene esonerato dopo la sconfitta agli ottavi di finale di Coppa Italia con il Milan.
La squadra viene affidata temporaneamente al tecnico dell'Under 17 Abdoulay Konko, il quale rimane in carica solo per la sonora sconfitta per 6-0 con la Fiorentina. In seguito, la società si accorda con l'italo-tedesco Bruno Labbadia, il quale però decide di rifiutare l'incarico per alcune diversità di vedute, così viene ingaggiato il tedesco Alexander Blessin, in carica all'Ostenda e per cui viene pagata la clausola rescissoria di 1.5 milioni. L'allenatore tedesco riesce a dare una scossa all'ambiente con il suo temperamento e il suo entusiasmo, dando vita ad una serie di pareggi lunga 7 partite seguita dalla vittoria con il Torino che mancava da 6 mesi.
I rossoblù tornano così in corsa per la salvezza, dimostrandosi squadra estremamente equilibrata e difensivamente rocciosa seppur offensivamente decisamente sterile. Dopo qualche risultato negativo, la squadra si mantiene in corsa battendo nello scontro diretto 1-0 il Cagliari, ma perdendo il derby contro la Sampdoria la giornata successiva vede ormai lontano il sogno salvezza. Nonostante la vittoria in rimonta con la Juventus (appena la quarta e ultima in campionato), complice la sconfitta per 3-0 contro il Napoli, il Genoa retrocede matematicamente con una giornata d'anticipo in Serie B dopo 15 anni, e conclude il campionato con una sconfitta casalinga 1-0 contro il Bologna, con soli 28 punti finali al 19º posto.

## Divise e sponsor
Lo sponsor tecnico per la stagione 2021-2022 è Kappa. Sulle divise da gioco non è presente un main sponsor.
| Casa | Trasferta | Terza divisa |

## Organigramma societario
Area direttiva
- Presidente: Enrico Preziosi (fino al 15 novembre 2021), poi Alberto Zangrillo (dal 15 novembre 2021)
- Vicepresidente: Giovanni Blondet (fino al 29 novembre 2021)[7]
- Amministratore Delegato: Alessandro Zarbano (fino al 7 marzo 2022)[8]
- Amministratore Unico: Andrés Blazquez (dal 7 marzo 2022)[8]
- Responsabile amministrazione, pianificazione e controllo: Flavio Ricciardella
- Club Manager: Marco Rossi

Area comunicazione e marketing
- Segretario Generale: Diodato Abagnara
- Responsabile Marketing, Social Media & Innovation: Daniele Bruzzone
- Responsabile Comunicazione: Dino Storace
- Responsabile Biglietteria: Marco Trucco
- Dirigente addetto all'arbitro: Daniele Grieco
- Responsabile sicurezza stadio: Matteo Sanna
- Responsabile stewarding: Roberto Lagomarsino

Area sportiva
- General Manager of Football: Johannes Spors (dal 10 dicembre 2021)[9]
- Assistant General Manager: Marcel Klos (dal febbraio 2022)
- Direttore Sportivo: Francesco Marroccu (fino al 15 ottobre 2021), poi Carlo Taldo (al 15 ottobre 2021)[10]
- Team Manager: Christian Vecchia
- Coordinatore reparto scouting: Giampaolo Marcheggiani
- Responsabile settore giovanile: Michele Sbravati

Area tecnica
- Allenatore: Davide Ballardini  (fino al 6 novembre 2021), poi Andrij Ševčenko (dal 7 novembre 2021 al 15 gennaio 2022), poi Abdoulay Konko (ad interim dal 15 al 19 gennaio 2022), poi Alexander Blessin
- Vice allenatore: Carlo Regno (fino al 6 novembre 2021), poi Mauro Tassotti (dal 7 novembre 2021 al 15 gennaio 2022), poi Roberto Murgita (ad interim dal 15 al 19 gennaio 2022), poi Wesley Deschacht
- Collaboratori tecnici: Roberto Beni (fino al 6 novembre 2021) Roberto Murgita (fino al 6 novembre 2021 e dal 19 gennaio 2022), Simone Bonomi (dal 7 novembre 2021 al 15 gennaio 2022), Luigi Nocentini (dal 7 novembre 2021 al 15 gennaio 2022), Tonda Eckert (dal 19 gennaio 2022), Massimo Mariotti (dal 19 gennaio 2022)
- Preparatori atletici: Stefano Melandri (fino al 6 novembre 2021), Alessandro Pilati (fino al 6 novembre 2021 e dal 19 gennaio 2022), Filippo Gatto (fino al 6 novembre 2021 e dal 19 gennaio 2022), Andrea Azzalin (dal 7 novembre 2021 al 15 gennaio 2022)
- Preparatore portieri: Alessio Scarpi (fino al 6 novembre 2021), poi Valerio Fiori (dal 7 novembre 2021 al 15 gennaio 2022), poi Stefano Raggio Garibaldi
- Assistente Preparatore Portieri: Stefano Raggio Garibaldi (fino al 6 novembre 2021)

Area sanitaria
- Responsabile sanitario: Pietro Gatto (fino al 30 novembre 2021), poi Alessandro Corsini (dal 1º dicembre 2021)[11]
- Medico sociale: Marco Stellatelli
- Massofisioterapista: Pietro Cistaro, Matteo Perasso, Federico Campofiorito

## Rosa
Rosa e numerazione aggiornate al 31 gennaio 2022.
| N. |                               | Ruolo | Calciatore                   |
| -- | ----------------------------- | ----- | ---------------------------- |
| 1  | Croazia (bandiera)            | P     | Adrian Šemper                |
| 2  | Italia (bandiera)             | D     | Stefano Sabelli              |
| 3  | Belgio (bandiera)             | D     | Zinho Vanheusden             |
| 4  | Italia (bandiera)             | D     | Domenico Criscito (capitano) |
| 5  | Italia (bandiera)             | D     | Andrea Masiello              |
| 8  | Italia (bandiera)             | C     | Francesco Cassata            |
| 8  | Germania (bandiera)           | C     | Nadiem Amiri                 |
| 9  | Italia (bandiera)             | A     | Andrea Favilli               |
| 9  | Ecuador (bandiera)            | A     | Felipe Caicedo               |
| 9  | Italia (bandiera)             | A     | Roberto Piccoli              |
| 10 | Italia (bandiera)             | C     | Filippo Melegoni             |
| 11 | Svizzera (bandiera)           | C     | Valon Behrami                |
| 11 | Islanda (bandiera)            | A     | Albert Guðmundsson           |
| 13 | Italia (bandiera)             | D     | Mattia Bani                  |
| 14 | Italia (bandiera)             | D     | Davide Biraschi              |
| 15 | Messico (bandiera)            | D     | Johan Vásquez                |
| 16 | Italia (bandiera)             | D     | Riccardo Calafiori           |
| 17 | Germania (bandiera)           | D     | Lennart Czyborra             |
| 18 | Italia (bandiera)             | D     | Paolo Ghiglione              |
| 19 | Macedonia del Nord (bandiera) | A     | Goran Pandev                 |
| 20 | Ghana (bandiera)              | A     | Caleb Ekuban                 |
| 21 | Serbia (bandiera)             | D     | Ivan Radovanović             |
| 22 | Italia (bandiera)             | P     | Federico Marchetti           |
| 23 | Italia (bandiera)             | A     | Mattia Destro                |

| N. |                         | Ruolo | Calciatore         |
| -- | ----------------------- | ----- | ------------------ |
| 24 | Italia (bandiera)       | A     | Flavio Bianchi     |
| 25 | Slovenia (bandiera)     | P     | Rok Vodišek        |
| 27 | Italia (bandiera)       | C     | Stefano Sturaro    |
| 32 | Danimarca (bandiera)    | C     | Morten Frendrup    |
| 33 | Brasile (bandiera)      | C     | Hernani            |
| 34 | Italia (bandiera)       | P     | Lorenzo Andrenacci |
| 36 | Svizzera (bandiera)     | D     | Silvan Hefti       |
| 44 | Polonia (bandiera)      | A     | Aleksander Buksa   |
| 45 | Italia (bandiera)       | A     | Kelvin Yeboah      |
| 47 | Croazia (bandiera)      | C     | Milan Badelj       |
| 50 | Italia (bandiera)       | D     | Andrea Cambiaso    |
| 52 | Serbia (bandiera)       | D     | Nikola Maksimović  |
| 55 | Norvegia (bandiera)     | D     | Leo Skiri Østigård |
| 57 | Italia (bandiera)       | P     | Salvatore Sirigu   |
| 65 | Italia (bandiera)       | C     | Nicolò Rovella     |
| 66 | Italia (bandiera)       | D     | Laurens Serpe      |
| 80 | Colombia (bandiera)     | C     | Kevin Agudelo      |
| 89 | Francia (bandiera)      | A     | Steeve-Mike Eyango |
| 90 | Italia (bandiera)       | C     | Manolo Portanova   |
| 91 | Sierra Leone (bandiera) | A     | Yayah Kallon       |
| 93 | Algeria (bandiera)      | C     | Mohamed Fares      |
| 93 | Brasile (bandiera)      | P     | Jandrei            |
| 94 | Francia (bandiera)      | C     | Abdoulaye Touré    |
| 99 | Germania (bandiera)     | D     | Lennart Czyborra   |
| 99 | Cile (bandiera)         | C     | Pablo Galdames     |

## Calciomercato

### Sessione estiva(dal 1º luglio al 31 agosto)
| Acquisti         | Acquisti            | Acquisti         | Acquisti                         |
| R.               | Nome                | da               | Modalità                         |
| ---------------- | ------------------- | ---------------- | -------------------------------- |
| P                | Lorenzo Andrenacci  | Brescia          | definitivo                       |
| P                | Jandrei             | Athl. Paranaense | fine prestito                    |
| P                | Adrian Šemper       | Chievo           | svincolato                       |
| P                | Salvatore Sirigu    | Torino           | svincolato                       |
| D                | Mattia Bani         | Parma            | fine prestito                    |
| D                | Antonio Candela     | Pergolettese     | fine prestito                    |
| D                | Marcos Curado       | Frosinone        | fine prestito                    |
| D                | Paweł Jaroszyński   | Salernitana      | fine prestito                    |
| D                | Nikola Maksimović   |                  | svincolato                       |
| D                | Stefano Sabelli     | Empoli           | definitivo                       |
| D                | Zinho Vanheusden    | Inter            | prestito                         |
| D                | Johan Vásquez       | Pumas UNAM       | prestito con obbligo di riscatto |
| C                | Kevin Agudelo       | Spezia           | fine prestito                    |
| C                | Hernani             | Parma            | prestito con obbligo di riscatto |
| C                | Filip Jagiełło      | Brescia          | fine prestito                    |
| C                | Stefano Sturaro     | Verona           | fine prestito                    |
| A                | Raúl Asencio        | SPAL             | fine prestito                    |
| A                | Aleksander Buksa    | Wisła Cracovia   | definitivo                       |
| A                | Caleb Ekuban        | Trabzonspor      | definitivo                       |
| A                | Andrea Favilli      | Verona           | fine prestito                    |
| A                | Vittorio Parigini   | Ascoli           | fine prestito                    |
| A                | Claudio Spinelli    | Koper            | fine prestito                    |
| A                | Felipe Caicedo      | Lazio            | definitivo (2 milioni €)         |
| Altre operazioni |                     |                  |                                  |
| R.               | Nome                | da               | Modalità                         |
| D                | Federico Valietti   | Carrarese        | fine prestito                    |
| C                | Giacomo Calò        | Pordenone        | fine prestito                    |
| A                | Gabriel Charpentier | Ascoli           | fine prestito                    |

| Cessioni         | Cessioni            | Cessioni            | Cessioni                         |
| R.               | Nome                | a                   | Modalità                         |
| ---------------- | ------------------- | ------------------- | -------------------------------- |
| P                | Jandrei             | Santos              | definitivo                       |
| P                | Alberto Paleari     | Benevento           | prestito                         |
| P                | Mattia Perin        | Juventus            | fine prestito                    |
| D                | Marcos Curado       | Perugia             | prestito con obbligo di riscatto |
| D                | Lennart Czyborra    | Arminia Bielefeld   | prestito                         |
| D                | Edoardo Goldaniga   | Sassuolo            | fine prestito                    |
| D                | Paweł Jaroszyński   | Salernitana         | rinnovo prestito                 |
| D                | Luca Pellegrini     | Juventus            | fine prestito                    |
| D                | Cristián Zapata     |                     | fine contratto                   |
| D                | Davide Zappacosta   | Chelsea             | fine prestito                    |
| C                | Kevin Agudelo       | Spezia              | prestito                         |
| C                | Filip Jagiełło      | Brescia             | prestito con obbligo di riscatto |
| C                | Kevin Strootman     | Olympique Marsiglia | fine prestito                    |
| C                | Miha Zajc           | Fenerbahçe          | fine prestito                    |
| A                | Steeve Eyango       | Cosenza             | prestito                         |
| A                | Giuseppe Caso       | Cosenza             | prestito                         |
| A                | Andrea Favilli      | Monza               | prestito                         |
| A                | Vittorio Parigini   | Como                | prestito                         |
| A                | Marko Pjaca         | Juventus            | fine prestito                    |
| A                | Gianluca Scamacca   | Sassuolo            | fine prestito                    |
| A                | Eldor Shomurodov    | Roma                | definitivo (17,5 milioni €)      |
| A                | Claudio Spinelli    | Oleksandrija        | definitivo                       |
| Altre operazioni |                     |                     |                                  |
| R.               | Nome                | a                   | Modalità                         |
| D                | Federico Valietti   | Pordenone           | prestito                         |
| C                | Giacomo Calò        | Benevento           | prestito                         |
| A                | Gabriel Charpentier | Frosinone           | prestito                         |

### Sessione invernale(dal 3 gennaio al 31 gennaio)
| Acquisti         | Acquisti           | Acquisti          | Acquisti                         |
| R.               | Nome               | da                | Modalità                         |
| ---------------- | ------------------ | ----------------- | -------------------------------- |
| D                | Riccardo Calafiori | Roma              | prestito                         |
| D                | Silvan Hefti       | Young Boys        | definitivo                       |
| D                | Leo Skiri Østigård | Brighton          | prestito                         |
| D                | Lennart Czyborra   | Arminia Bielefeld | fine prestito                    |
| C                | Nadiem Amiri       | Bayer Leverkusen  | prestito con obbligo di riscatto |
| C                | Morten Frendrup    | Brøndby           | definitivo                       |
| A                | Albert Guðmundsson | AZ Alkmaar        | definitivo                       |
| A                | Roberto Piccoli    | Atalanta          | prestito                         |
| A                | Kelvin Yeboah      | Sturm Graz        | definitivo                       |
| Altre operazioni |                    |                   |                                  |
| R.               | Nome               | da                | Modalità                         |

| Cessioni         | Cessioni           | Cessioni         | Cessioni              |
| R.               | Nome               | a                | Modalità              |
| ---------------- | ------------------ | ---------------- | --------------------- |
| P                | Lorenzo Andrenacci | Brescia          | prestito              |
| D                | Davide Biraschi    | Fatih Karagümrük | prestito              |
| D                | Stefano Sabelli    | Brescia          | prestito              |
| D                | Ivan Radovanović   |                  | risoluzione contratto |
| C                | Valon Behrami      |                  | risoluzione contratto |
| C                | Francesco Cassata  | Parma            | prestito              |
| C                | Mohamed Fares      | Lazio            | fine prestito         |
| C                | Abdoulaye Touré    | Fatih Karagümrük | prestito              |
| A                | Flavio Bianchi     | Brescia          | prestito              |
| A                | Felipe Caicedo     | Inter            | prestito              |
| A                | Goran Pandev       | Parma            | definitivo            |
| Altre operazioni |                    |                  |                       |
| R.               | Nome               | a                | Modalità              |
| D                | Laurens Serpe      | Crotone          | prestito              |

## Risultati

### Serie A

#### Girone di andata
| Arbitro: | Marini (Roma) |

|                                                |           |  |
| Škriniar 6’ Çalhanoğlu 14’ Vidal 74’ Džeko 87’ | Marcatori |  |

| Arbitro: | Di Bello (Brindisi) |

|              |           |                      |
| Cambiaso 69’ | Marcatori | 39’ Ruiz 84’ Petagna |

| Arbitro: | Pairetto (Nichelino) |

|                                      |           |                           |
| João Pedro 16’ (rig.) Ceppitelli 56’ | Marcatori | 59’ Destro 69’, 78’ Fares |

| Arbitro: | Marinelli (Tivoli) |

|                       |           |                              |
| Criscito 90+8’ (rig.) | Marcatori | 60’ Saponara 89’ Bonaventura |

| Arbitro: | Fourneau (Roma) |

|                                  |           |                                |
| Hickey 49’ Arnautović 85’ (rig.) | Marcatori | 55’ Destro 89’ (rig.) Criscito |

| Arbitro: | Doveri (Roma) |

|                                     |           |                                           |
| Criscito 77’ (rig.) Destro 80’, 85’ | Marcatori | 8’ Simeone 49’ (rig.) Barák 90+1’ Kalinić |

| Arbitro: | Mariani (Aprilia) |

|           |           |  |
| Đurić 66’ | Marcatori |  |

| Arbitro: | Chiffi (Padova) |

|                        |           |                   |
| Destro 27’ Vásquez 89’ | Marcatori | 17’, 21’ Scamacca |

| Arbitro: | Giacomelli (Trieste) |

|                                     |           |                        |
| Sanabria 14’ Pobega 31’ Brekalo 77’ | Marcatori | 69’ Destro 80’ Caicedo |

| Arbitro: | Massa (Imperia) |

|                   |           |                     |
| Sirigu 66’ (aut.) | Marcatori | 86’ (rig.) Criscito |

| Genova 31 ottobre 2021, ore 15:00 CET 11ª giornata | Genoa             | 0 – 0 referto | Venezia | Stadio Luigi Ferraris (7 920 spett.)\| Arbitro: \| Mariani (Aprilia) \| |
| Arbitro:                                           | Mariani (Aprilia) |               |         |                                                                         |

| Arbitro: | Pairetto (Nichelino) |

|                                |           |                                 |
| Di Francesco 62’ Żurkowski 71’ | Marcatori | 13’ (rig.) Criscito 89’ Bianchi |

| Arbitro: | Irrati (Pistoia) |

|  |           |                       |
|  | Marcatori | 82’, 90+4’ Afena-Gyan |

| Udine 28 novembre 2021, ore 12:30 CET 14ª giornata | Udinese              | 0 – 0 referto | Genoa | Dacia Arena (11 537 spett.)\| Arbitro: \| Meraviglia (Pistoia) \| |
| Arbitro:                                           | Meraviglia (Pistoia) |               |       |                                                                   |

| Arbitro: | Sacchi (Macerata) |

|  |           |                                    |
|  | Marcatori | 10’ Ibrahimović 45+2’, 61’ Messias |

| Arbitro: | Chiffi (Padova) |

|                        |           |  |
| Cuadrado 9’ Dybala 82’ | Marcatori |  |

| Arbitro: | Doveri (Roma) |

|            |           |                                                |
| Destro 78’ | Marcatori | 7’ Gabbiadini 49’ Caputo 67’ (aut.) Vanheusden |

| Arbitro: | Pairetto (Nichelino) |

|                                   |           |              |
| Pedro 36’ Acerbi 75’ Zaccagni 81’ | Marcatori | 86’ Melegoni |

| Genova 21 dicembre 2021, ore 20:45 CET 19ª giornata | Genoa         | 0 – 0 referto | Atalanta | Stadio Luigi Ferraris (6 000 spett.)\| Arbitro: \| Valeri (Roma) \| |
| Arbitro:                                            | Valeri (Roma) |               |          |                                                                     |

#### Girone di ritorno
| Arbitro: | Manganiello (Pinerolo) |

|             |           |           |
| Berardi 55’ | Marcatori | 6’ Destro |

| Arbitro: | Guida (Torre Annunziata) |

|  |           |             |
|  | Marcatori | 14’ Bastoni |

| Arbitro: | Maresca (Napoli) |

|                                                                          |           |  |
| Odriozola 15’ Bonaventura 34’ Biraghi 42’, 69’ Vlahović 51’ Torreira 77’ | Marcatori |  |

| Genova 22 gennaio 2022, ore 15:00 CET 23ª giornata | Genoa         | 0 – 0 referto | Udinese | Stadio Luigi Ferraris (5 000 spett.)\| Arbitro: \| Doveri (Roma) \| |
| Arbitro:                                           | Doveri (Roma) |               |         |                                                                     |

| Roma 5 febbraio 2022, ore 15:00 CET 24ª giornata | Roma             | 0 – 0 referto | Genoa | Stadio Olimpico (29 863 spett.)\| Arbitro: \| Abisso (Palermo) \| |
| Arbitro:                                         | Abisso (Palermo) |               |       |                                                                   |

| Arbitro: | Di Bello (Brindisi) |

|            |           |                 |
| Destro 32’ | Marcatori | 45+1’ Bonazzoli |

| Arbitro: | Orsato (Schio) |

|           |           |            |
| Henry 13’ | Marcatori | 29’ Ekuban |

| Genova 25 febbraio 2022, ore 21:05 CET 27ª giornata | Genoa           | 0 – 0 referto | Inter | Stadio Luigi Ferraris (14 314 spett.)\| Arbitro: \| Chiffi (Padova) \| |
| Arbitro:                                            | Chiffi (Padova) |               |       |                                                                        |

| Genova 6 marzo 2022, ore 12:30 CET 28ª giornata | Genoa               | 0 – 0 referto | Empoli | Stadio Luigi Ferraris (14 935 spett.)\| Arbitro: \| Aureliano (Bologna) \| |
| Arbitro:                                        | Aureliano (Bologna) |               |        |                                                                            |

| Bergamo 13 marzo 2022, ore 18:00 CET 29ª giornata | Atalanta         | 0 – 0 referto | Genoa | Gewiss Stadium (9 140 spett.)\| Arbitro: \| Abisso (Palermo) \| |
| Arbitro:                                          | Abisso (Palermo) |               |       |                                                                 |

| Arbitro: | Mariani (Aprilia) |

|               |           |  |
| Portanova 14’ | Marcatori |  |

| Arbitro: | Fourneau (Roma) |

|            |           |  |
| Simeone 5’ | Marcatori |  |

| Arbitro: | Manganiello (Pinerolo) |

|                   |           |                                      |
| Patric 68’ (aut.) | Marcatori | 31’ Marušić 45+1’, 63’, 76’ Immobile |

| Arbitro: | Chiffi (Padova) |

|                      |           |  |
| Leão 11’ Messias 87’ | Marcatori |  |

| Arbitro: | Valeri (Roma) |

|            |           |  |
| Badelj 89’ | Marcatori |  |

| Arbitro: | Maresca (Napoli) |

|            |           |  |
| Sabiri 25’ | Marcatori |  |

| Arbitro: | Sozza (Seregno) |

|                                       |           |            |
| Guðmundsson 87’ Criscito 90+6’ (rig.) | Marcatori | 48’ Dybala |

| Arbitro: | Fabbri (Ravenna) |

|                                               |           |  |
| Osimhen 32’ L. Insigne 65’ (rig.) Lobotka 81’ | Marcatori |  |

| Arbitro: | Miele (Nola) |

|  |           |            |
|  | Marcatori | 66’ Barrow |

### Coppa Italia

#### Turni eliminatori
| Arbitro: | Rapuano (Rimini) |

|                                                      |           |                      |
| Criscito 26’ (rig.) Chichizola 41’ (aut.) Kallon 88’ | Marcatori | 2’ Carretta 10’ Lisi |

| Arbitro: | Serra (Torino) |

|            |           |  |
| Ekuban 76’ | Marcatori |  |

| Arbitro: | Aureliano (Bologna) |

|                                        |           |              |
| Giroud 74’ Leão 102’ Saelemaekers 112’ | Marcatori | 17’ Østigård |

## Statistiche

### Statistiche di squadra
| Competizione | Punti | In casa | In casa | In casa | In casa | In casa | In casa | In trasferta | In trasferta | In trasferta | In trasferta | In trasferta | In trasferta | Totale | Totale | Totale | Totale | Totale | Totale | DR  |
| Competizione | Punti | G       | V       | N       | P       | Gf      | Gs      | G            | V            | N            | P            | Gf           | Gs           | G      | V      | N      | P      | Gf     | Gs     | DR  |
| ------------ | ----- | ------- | ------- | ------- | ------- | ------- | ------- | ------------ | ------------ | ------------ | ------------ | ------------ | ------------ | ------ | ------ | ------ | ------ | ------ | ------ | --- |
| Serie A      | 28    | 19      | 3       | 8       | 8       | 14      | 25      | 19           | 1            | 8            | 10           | 13           | 35           | 38     | 4      | 16     | 18     | 27     | 60     | -33 |
| Coppa Italia | -     | 2       | 2       | 0       | 0       | 4       | 2       | 1            | 0            | 0            | 1            | 1            | 3            | 3      | 2      | 0      | 1      | 5      | 5      | 0   |
| Totale       | -     | 21      | 5       | 8       | 8       | 18      | 27      | 20           | 1            | 8            | 11           | 14           | 38           | 41     | 6      | 16     | 19     | 32     | 65     | -33 |

### Andamento in campionato
| Giornata  | 1  | 2  | 3  | 4  | 5  | 6  | 7  | 8  | 9  | 10 | 11 | 12 | 13 | 14 | 15 | 16 | 17 | 18 | 19 | 20 | 21 | 22 | 23 | 24 | 25 | 26 | 27 | 28 | 29 | 30 | 31 | 32 | 33 | 34 | 35 | 36 | 37 | 38 |
| --------- | -- | -- | -- | -- | -- | -- | -- | -- | -- | -- | -- | -- | -- | -- | -- | -- | -- | -- | -- | -- | -- | -- | -- | -- | -- | -- | -- | -- | -- | -- | -- | -- | -- | -- | -- | -- | -- | -- |
| Luogo     | T  | C  | T  | C  | T  | C  | T  | C  | T  | T  | C  | T  | C  | T  | C  | T  | C  | T  | C  | T  | C  | T  | C  | T  | C  | T  | C  | C  | T  | C  | T  | C  | T  | C  | T  | C  | T  | C  |
| Risultato | P  | P  | V  | P  | N  | N  | P  | N  | P  | N  | N  | N  | P  | N  | P  | P  | P  | P  | N  | N  | P  | P  | N  | N  | N  | N  | N  | N  | N  | V  | P  | P  | P  | V  | P  | V  | P  | P  |
| Posizione | 13 | 16 | 11 | 14 | 14 | 14 | 16 | 17 | 18 | 18 | 17 | 17 | 18 | 18 | 18 | 18 | 18 | 18 | 19 | 20 | 20 | 20 | 20 | 20 | 20 | 20 | 20 | 20 | 20 | 18 | 18 | 18 | 19 | 19 | 19 | 19 | 19 | 19 |

Fonte:  Calendario e Risultati - Lega Serie A, su legaseriea.it.
Legenda:

Luogo: C = Casa; T = Trasferta. Risultato: V = Vittoria; N = Pareggio; P = Sconfitta.

### Statistiche dei giocatori
| Giocatore      | Serie A  | Serie A | Serie A     | Serie A    | Coppa Italia | Coppa Italia | Coppa Italia | Coppa Italia | Totale   | Totale | Totale      | Totale     |
| Giocatore      | Presenze | Reti    | Ammonizioni | Espulsioni | Presenze     | Reti         | Ammonizioni  | Espulsioni   | Presenze | Reti   | Ammonizioni | Espulsioni |
| -------------- | -------- | ------- | ----------- | ---------- | ------------ | ------------ | ------------ | ------------ | -------- | ------ | ----------- | ---------- |
| K. Agudelo     | 0        | 0       | 0           | 0          | 0            | 0            | 0            | 0            | 0        | 0      | 0           | 0          |
| N. Amiri       | 13       | 0       | 0           | 0          | 0            | 0            | 0            | 0            | 13       | 0      | 0           | 0          |
| L. Andrenacci  | 0        | 0       | 0           | 0          | 0            | 0            | 0            | 0            | 0        | 0      | 0           | 0          |
| M. Tatarastena | 38       | 3       | 5           | 0          | 6            | 0            | 5            | 0            | 44       | 3      | 10          | 0          |
| M. Badelj      | 34       | 1       | 4           | 0          | 2            | 0            | 1            | 0            | 36       | 1      | 5           | 0          |
| M. Bani        | 17       | 0       | 1           | 0          | 2            | 0            | 0            | 0            | 19       | 0      | 1           | 0          |
| V. Behrami     | 10       | 0       | 3           | 0          | 0            | 0            | 0            | 0            | 10       | 0      | 3           | 0          |
| M. Besaggio    | 0        | 0       | 0           | 0          | 0            | 0            | 0            | 0            | 0        | 0      | 0           | 0          |
| F. Bianchi     | 7        | 1       | 0           | 0          | 1            | 0            | 0            | 0            | 8        | 1      | 0           | 0          |
| D. Biraschi    | 14       | 0       | 4           | 0          | 2            | 0            | 1            | 0            | 16       | 0      | 5           | 0          |
| A. Buksa       | 4        | 0       | 0           | 0          | 0            | 0            | 0            | 0            | 4        | 0      | 0           | 0          |
| F. Caicedo     | 9        | 1       | 1           | 0          | 1            | 0            | 0            | 0            | 10       | 1      | 1           | 0          |
| R. Calafiori   | 3        | 0       | 1           | 0          | 0            | 0            | 0            | 0            | 3        | 0      | 1           | 0          |
| A. Cambiaso    | 26       | 1       | 5           | 1          | 2            | 0            | 0            | 0            | 28       | 1      | 5           | 1          |
| G. Caso        | 0        | 0       | 0           | 0          | 0            | 0            | 0            | 0            | 0        | 0      | 0           | 0          |
| F. Cassata     | 1        | 0       | 0           | 0          | 1            | 0            | 0            | 0            | 2        | 0      | 0           | 0          |
| L. Chierico    | 0        | 0       | 0           | 0          | 0            | 0            | 0            | 0            | 0        | 0      | 0           | 0          |
| D. Criscito    | 20       | 6       | 4           | 0          | 1            | 1            | 0            | 0            | 21       | 7      | 4           | 0          |
| L. Czyborra    | 0        | 0       | 0           | 0          | 0            | 0            | 0            | 0            | 0        | 0      | 0           | 0          |
| M. Destro      | 27       | 9       | 4           | 0          | 3            | 0            | 0            | 0            | 30       | 9      | 4           | 0          |
| C. Ekuban      | 30       | 1       | 2           | 0          | 3            | 1            | 0            | 0            | 33       | 2      | 2           | 0          |
| M. Fares       | 9        | 2       | 2           | 0          | 0            | 0            | 0            | 0            | 9        | 2      | 2           | 0          |
| A. Favilli     | 1        | 0       | 0           | 0          | 0            | 0            | 0            | 0            | 1        | 0      | 0           | 0          |
| M. Frendrup    | 10       | 0       | 1           | 0          | 0            | 0            | 0            | 0            | 10       | 0      | 1           | 0          |
| P. Ghiglione   | 13       | 0       | 3           | 0          | 2            | 0            | 0            | 0            | 15       | 0      | 3           | 0          |
| E. Gjini       | 0        | 0       | 0           | 0          | 0            | 0            | 0            | 0            | 0        | 0      | 0           | 0          |
| A. Guðmundsson | 12       | 1       | 3           | 0          | 0            | 0            | 0            | 0            | 12       | 1      | 3           | 0          |
| S. Hefti       | 17       | 0       | 1           | 0          | 1            | 0            | 1            | 0            | 18       | 0      | 2           | 0          |
| Hernani        | 17       | 0       | 0           | 0          | 2            | 0            | 0            | 0            | 19       | 0      | 0           | 0          |
| Y. Kallon      | 15       | 0       | 3           | 0          | 2            | 1            | 0            | 0            | 17       | 1      | 3           | 0          |
| Jandrei        | 0        | 0       | 0           | 0          | 0            | 0            | 0            | 0            | 0        | 0      | 0           | 0          |
| N. Maksimović  | 14       | 0       | 2           | 0          | 0            | 0            | 0            | 0            | 14       | 0      | 2           | 0          |
| F. Marchetti   | 0        | 0       | 0           | 0          | 1            | -2           | 0            | 0            | 1        | -2     | 0           | 0          |
| A. Masiello    | 7        | 0       | 3           | 0          | 0            | 0            | 0            | 0            | 7        | 0      | 3           | 0          |
| F. Melegoni    | 25       | 1       | 1           | 0          | 2            | 0            | 0            | 0            | 27       | 1      | 1           | 0          |
| P. G. Millán   | 19       | 0       | 2           | 0          | 1            | 0            | 1            | 0            | 20       | 0      | 3           | 0          |
| J. Onguéné     | 0        | 0       | 0           | 0          | 0            | 0            | 0            | 0            | 0        | 0      | 0           | 0          |
| L. S. Østigård | 15       | 0       | 4           | 2          | 1            | 1            | 1            | 0            | 16       | 1      | 5           | 2          |
| G. Pandev      | 20       | 0       | 1           | 0          | 2            | 0            | 1            | 0            | 22       | 0      | 2           | 0          |
| R. Piccoli     | 5        | 0       | 0           | 0          | 0            | 0            | 0            | 0            | 5        | 0      | 0           | 0          |
| M. Portanova   | 25       | 1       | 5           | 0          | 2            | 0            | 0            | 0            | 27       | 1      | 5           | 0          |
| I. Radovanović | 0        | 0       | 0           | 0          | 0            | 0            | 0            | 0            | 0        | 0      | 0           | 0          |
| N. Rovella     | 21       | 0       | 5           | 0          | 1            | 0            | 0            | 0            | 22       | 0      | 5           | 0          |
| S. Sabelli     | 7        | 0       | 3           | 0          | 2            | 0            | 0            | 0            | 9        | 0      | 3           | 0          |
| E. Sadiku      | 0        | 0       | 0           | 0          | 0            | 0            | 0            | 0            | 0        | 0      | 0           | 0          |
| A. Šemper      | 1        | -1      | 0           | 0          | 2            | -3           | 0            | 0            | 3        | -4     | 0           | 0          |
| L. Serpe       | 1        | 0       | 0           | 0          | 1            | 0            | 0            | 0            | 2        | 0      | 0           | 0          |
| S. Sirigu      | 37       | -59     | 0           | 0          | 0            | 0            | 0            | 0            | 37       | -59    | 0           | 0          |
| S. Sturaro     | 25       | 0       | 12          | 0          | 1            | 0            | 0            | 0            | 26       | 0      | 12          | 0          |
| A. Toure       | 7        | 0       | 1           | 0          | 1            | 0            | 0            | 0            | 8        | 0      | 1           | 0          |